# Alejandro Castro
Alejandro Castro  est un footballeur mexicain né le 27 mars 1987 à Mexico. Il évolue au poste de défenseur au CD Cruz Azul.

## Biographie
Alejandro Castro commence sa carrière au CD Cruz Azul. Il est prêté en 2012 à l'Estudiantes Tecos. Avec le CD Cruz Azul il participe à plusieurs Ligue des champions de la CONCACAF, atteignant la finale de cette compétition en 2009 et 2010.
Alejandro Castro est par ailleurs demi-finaliste de la Gold Cup 2013 avec l'équipe du Mexique.

## Carrière
- depuis 2005 : CD Cruz Azul ( Mexique)
  - déc. 2011-2012 : Estudiantes Tecos ( Mexique) (prêt)[2]

## Palmarès
- Vainqueur de la Ligue des champions de la CONCACAF en 2014 avec le CD Cruz Azul
- Finaliste de la Ligue des champions de la CONCACAF en 2009 et 2010 avec le CD Cruz Azul